# Грунтмане, Мадара
Мадара Грунтмане (латыш. Madara Gruntmane; род. 14 сентября 1981, Лиепая) — латвийская поэтесса и менеджер культуры.
Окончила музыкальную школу имени Эмилса Мелнгайлиса и Балтийскую международную академию. C 2010 года возглавляет творческое объединение I Did It, реализовавшее ряд значимых для Латвии культурных проектов — в частности, концерт «Поющая резолюция» (латыш. Dziesmotā rezolūcija; 2019) у рижского Памятника Свободы в честь восстановления независимости Латвии.
В 2015 году дебютировала в печати со стихами, в том же году издан первый сборник «Наркозы» (латыш. Narkozes). По мнению редактора книги, поэта Гунтарса Годиньша, стихи Грунтмане привлекают прямотой и психологической резкостью. Арвис Вигулс в своей рецензии на сборник, соглашаясь с такой характеристикой, отмечает, что у стратегии «новой искренности» в том виде, в каком она реализована в поэзии Грунтмане, есть как достоинства, так и недостатки. Как заметил поэт и редактор Артис Оступс, Грунтмане дебютировала именно тогда, когда интерес к автобиографизму стал особенно востребован в латышской поэзии. В 2018 году первый сборник Грунтмане вышел в переводе на английский язык.
В 2018 году Грунтмане выпустила вторую книгу стихов, «Пьющая девушка» (латыш. Dzērājmeitiņa). В ней, как отмечает поэт и критик Раймондс Киркис, поэтесса продолжает демонстративно отказываться от обобщения и метафизики, подтверждая идею Анны Аузини, ещё одной представительницы феминистского тренда в современной латышской поэзии, об уходе от эстетизации женского начала вообще и женского тела в частности. Зеркалом современного латвийского общества назвала книгу Грунтмане писательница Инга Жолуде. «Мне хочется писать о том голом, подлинном чувстве, которое так весомо и которое мы нередко проглатываем, прячем в себе, обманываем себя и обманываем других», — говорит Грунтмане о своём творчестве.
С 2022 года программный директор международного поэтического фестиваля Page Break в Елгаве.
Замужем за турецким поэтом Эфе Дуйяном.